# Pseudopanurgus fuscicornis
Pseudopanurgus fuscicornis är en biart som beskrevs av Timberlake 1973. Pseudopanurgus fuscicornis ingår i släktet Pseudopanurgus och familjen grävbin. Inga underarter finns listade i Catalogue of Life.